# Werbiwka (rejon nowogrodzki)
Werbiwka (ukr. Вербівка) – wieś na Ukrainie, w obwodzie żytomierskim, w rejonie nowogrodzkim, nad Słuczą. W 2001 roku liczyła 206 mieszkańców.
Do 1960 roku miejscowość nosiła nazwę Mohylnia (ukr. Могильня).